# 缅北湍蛙
缅北湍蛙（学名：Amolops kaulbacki），一种分布于缅甸北部克钦邦和中国云南省西部泸水市片马镇的两栖动物，隶属于蛙科湍蛙属。模式产地为缅甸邦南丁（Pangnamdin）。